# Villa Ephrussi de Rothschild
La Villa Ephrussi de Rothschild, anche chiamata villa Île-de-France, è una villa francese sul mare situata a Saint-Jean-Cap-Ferrat sulla Costa Azzurra.

## Storia
La villa fu disegnata dall'architetto francese Aaron Messiah e costruita tra il 1905 ed il 1912 dalla baronessa Béatrice de Rothschild (1864–1934).
Membro della famiglia di banchieri Rothschild e moglie del banchiere Maurice Ephrussi, Béatrice de Rothschild costruì la sua villa color rosa su un promontorio sull'istmo di Cap Ferrat con vista sul mar Mediterraneo. La baronessa riempì il palazzo con mobili antichi, dipinti di antichi maestri, sculture, oggetti d'arte, e riunì una vasta collezione di rare porcellane. I giardini sono classificati dal Ministero della Cultura francese come uno dei giardini notevoli di Francia.
Alla sua morte nel 1934, la baronessa donò la proprietà e le sue collezioni alla divisione dell'Académie des beaux-arts dell'Institut de France ed ora è aperta al pubblico.

## Galleria di immagini
| - Le fontane e il Tempio dell'Amore - Il giardino spagnolo - Il giardino di pietra - La villa e i giardini |

## Note

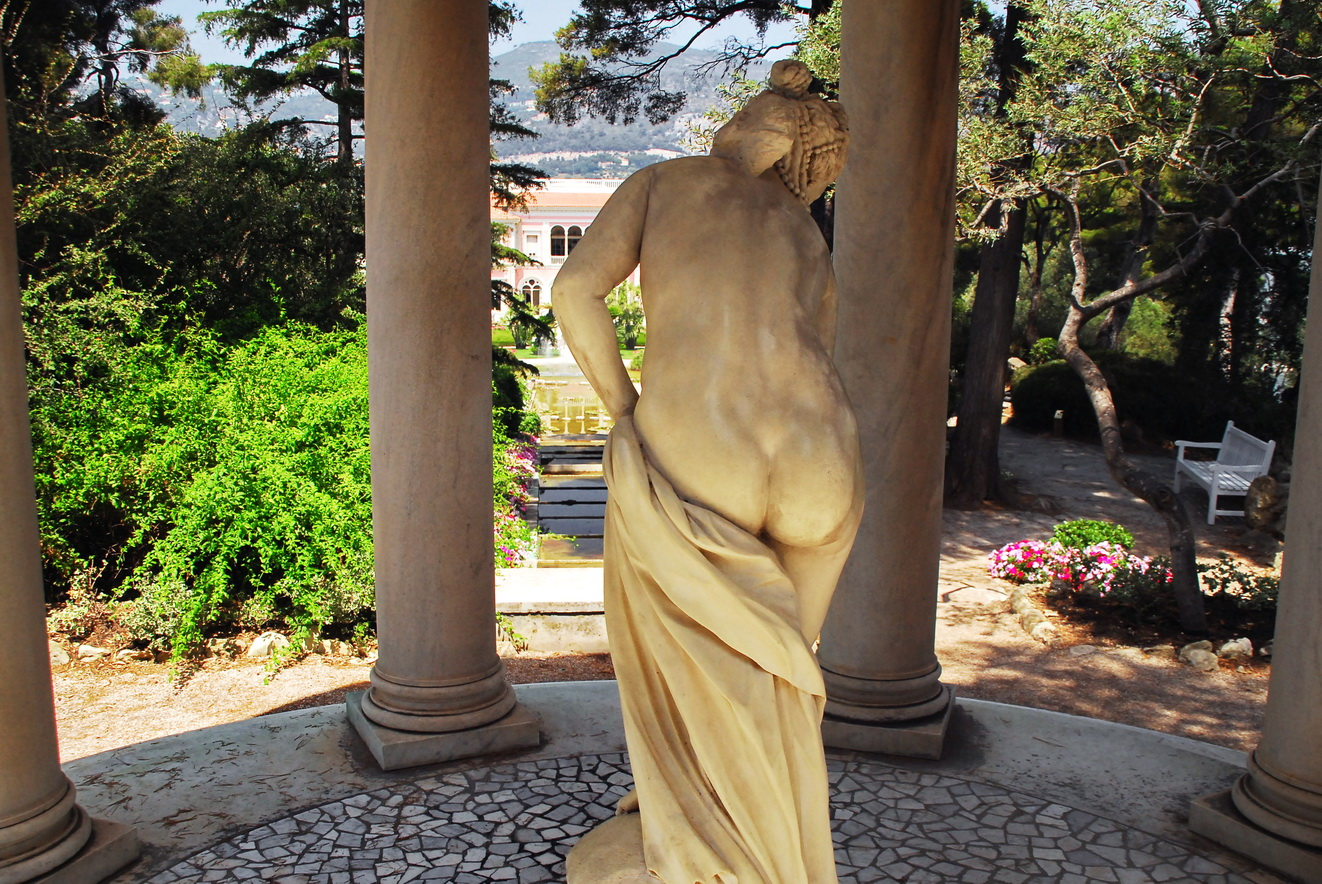
Temple d'amour